# Melitta Bentz
Melitta Bentz (Dresda, 31 gennaio 1873 – Holzhausen, 29 giugno 1950) è stata un'inventrice tedesca, nota per l'invenzione dei filtri di carta per il caffè all'americana.

## Biografia

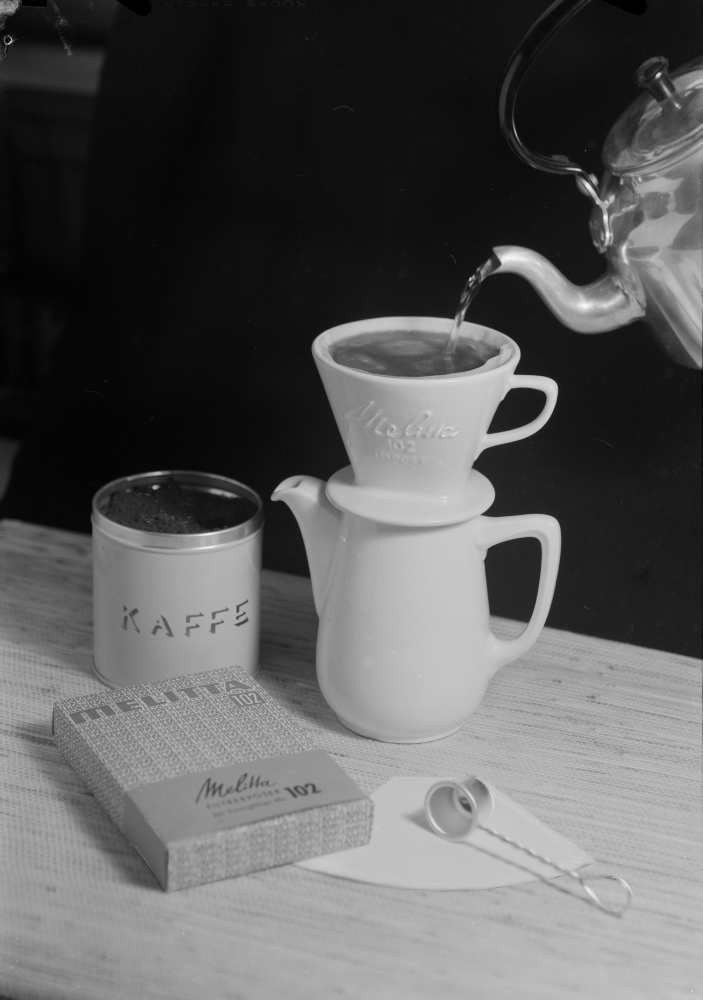
Caffè preparato con un filtro Melitta

Amalie Auguste Melitta Liebscher era figlia di un rappresentante di libri. Sposò Johannes Emil Hugo Bentz (1873-1946) caporeparto di un grande magazzino. Hugo nel 1906 decise di mettersi in proprio, la coppia, che aveva due figli, Willy nato nel 1899 e Horst nato nel 1904, aveva un piccolo negozio di casalinghi.
All'epoca il caffè si otteneva utilizzando degli imbuti o dei setacci con filtri in tessuto che lasciavano però molto residuo, se per contro si utilizzavano filtri troppo spessi la bevanda che se ne otteneva era poco saporita. Melitta si mise alla ricerca di un modo per ottenere una bevanda senza residui, fece i suoi primi tentativi adoperando dei tovaglioli di lino che si rivelarono scarsamente efficaci, prese quindi i fogli di carta assorbente dai quaderni dei figli e li utilizzò in abbinamento ad una latta per conserve sul fondo della quale aveva praticato dei fori con un chiodo.
Il brevetto è del 20 giugno 1908, lo stesso anno Melitta e Hugo registrarono a Dresda un'azienda per la produzione e vendita dei filtri di carta con un capitale di 73 Pfennig, il primo anno vendettero 1250 pezzi alla fiera commerciale di Lipsia. 
Nel 1911 l'azienda vinse una medaglia d'argento e una d'oro all'Esposizione Internazionale di Igiene di Dresda, lo stesso anno nacque la figlia Hertha. Nel 1914, poco prima dell'inizio della prima guerra mondiale l'azienda aveva 15 dipendenti. Con il marito al fronte Melitta convertì l'azienda nella produzione di cartoni, dopo la guerra riprese a pieno ritmo la produzione di filtri. Nel 1928 l'azienda aveva 80 dipendenti. Nel 1929 l'azienda si trasferì a Minden dove la Melitta Group Management GmbH & Co. KG, guidata ancora dalla famiglia, ha tuttora sede. 
Durante la seconda guerra mondiale la produzione di filtri per il caffè fu vietata e la produzione venne convertita in attrezzature belliche, nel 1946 morì Hugo, l'anno successivo Melitta ottenne il permesso di riprendere la produzione di filtri. 
Nel 1950 Melitta muore a Holzhausen nei pressi di Minden, è sepolta al cimitero settentrionale di Minden (Nordfriedhof Minden). A Melitta Bentz sono intitolate strade in diverse città della Germania.